# Atherimorpha flavofasciata
Atherimorpha flavofasciata är en tvåvingeart som beskrevs av Paramonov 1962. Atherimorpha flavofasciata ingår i släktet Atherimorpha och familjen snäppflugor. Inga underarter finns listade i Catalogue of Life.